# Vilanova del Camí
Vilanova del Camí là một đô thị trong ‘‘comarca’’ Anoia, Catalonia, Tây Ban Nha.

## Biến động dân số
| 1900 | 1930 | 1950 | 1970 | 1986 | 2007   |
| ---- | ---- | ---- | ---- | ---- | ------ |
| 446  | 741  | 626  | 5367 | 8609 | 12.208 |